# Я — панда
«Я — панда» (англ. Turning Red, досл. «червонію») — американський комп'ютерно-анімаційний комедійний фентезі-фільм 2022 року, виробництва кіностудій Pixar і Walt Disney Pictures, прем'єра якого відбулася в США 11 березня 2022. Режисером фільму виступила Домі Ші, а продюсером — Ліндсі Коллінз. Головні ролі озвучують Розалі Чіанг, Сандра О, Ава Морс, Майтреї Рамакрішнан, Хуейн Пак, Оріон Лі, Вай Чін Хо та Джеймс Хонг. Це перший фільм Pixar, зрежисований жінкою.
Дія фільму розгортається 2002 року, впевнена в собі 13-річна Мейлін Лі розривається між тим, щоб залишатися старанною та слухняною маминою донькою й впоратися з проблемами підліткового віку. І, здавалося б, змін у її інтересах і стосунках, а також підліткових змін у власному тілі й так досить, але на додачу вона щоразу, коли занадто хвилюється, миттєво перетворюється на велику червону панду.

## Синопсис
Мейлін Лі Лі — 13-річна школярка китайсько-канадського походження. Вона проживає в Торонто та доглядає храм, зведений на честь свого предка Сунь І. Мейлін намагається виглядати перед подругами Міріам, Прією та Еббі самовпевненою та незалежною, проте своїй матері Мінґ боїться бодай щось заперечити. Тому дівчинка приховує від матері своє захоплення музичним гуртом «4*Town» (вона малює себе в парі зі співаком). Мати випадково помічає малюнки й думає, що до Мейлін домагався продавець із місцевого магазину. Мінґ їде сваритися з ним, свідками чого стають інші діти.
Наступної ночі Мей сниться жахіття; а прокинувшись, вона бачить, що перетворилася на гігантську червону панду. Намагаючись приховати це від батьків, дівчинка робить висновок, що перетворюється через сильні емоції. Тож вона намагається триматися спокійно, проте з Мейлін глузує хуліган Тайлер. До того ж мати, переживаючи за дочку, починає слідкувати за нею. Прагнучи потрапити до школи, Мінґ свариться з охоронником. Мейлін перетворюється на панду, лякаючи всіх навколо, і тікає зі школи.
Вдома Мінґ і батько дівчинки Цзін пояснюють доньці, що всі жінки їхньої родині можуть перетворюватися на панду. Колись Сунь I попросила в богів сили перетворюватися на звіра, щоб захистити дітей під час війни. Боги виконали прохання, і здатність до перетворення перейшла у спадок. Як пояснює Мінґ, позбутися цієї здатності можна ритуалом під час місячного затемнення, та це буде не скоро. Мейлін вирішує лишатися до того часу вдома.
Подруги відвідують Мейлін і стають свідками її перетворення. Вони запевняють, що перетворюватися на панду зовсім не погано. Дівчинка помічає, що підтримка подруг дозволяє їй лишатися людиною. Разом вони вирішують навіть сходити на концерт «4*Town». Мати боїться, що донька не зможе себе контролювати, тому потай слідкує за нею.
Щоб отримати гроші на квитки, Мейлін із подругами збирає гроші, демонструючи перетворення на панду. Проте бабуся застерігає дівчинку, що перетворюватися на звіра є небезпечно : щоразу панда сильнішає, і колись стати людиною стане неможливо. Тайлер, колишній хуліган, просить Мей виступити на його дні народження. Під час свята Мейлін дізнається, що концерт відбудеться в ніч ритуалу. Коли Тайлер ображає її, дівчинка сердиться і нападає на нього, жахаючи інших гостей. Мінґ звинувачує її подруг у тому, що ті використовували її доньку. Мей не наважується заступитися за подруг.
Настає ніч ритуалу, бабуся тітки та інші родичі Мей збираються, щоб вигнати дух панди з Мейлін. Однак дівчинка розривається між бажанням піти на концерт із подругами і позбутися свого дару. Вона вирішує лишити духа в собі і вирушає на концерт. Та тікаючи з храму, Мейлін пошкоджує талісман, унаслідок чого дух починає жити самостійно. Панда вселяється в Мінґ і намагається повернути Мейлін додому. Дівчинка зізнається, що піти на концерт було її рішенням. Мати й дочка борються, внаслідок чого Мінґ падає непритомна. Цзін користується нагодою, щоб накреслити магічне коло і продовжити ритуал. Усі родички також перетворюються на панд, зламавши свої амулети, щоб затягнути Мінґ у коло, поки місячне затемнення не скінчилося. В уяві Мейлін просить вибачення перед матір'ю, а вона — перед дочкою за те, що хотіла її контролювати понад міру. Друзі Мейлін і «4*Town» приєднуються до ритуальної пісні. Дівчинка вирішує не ув'язнювати свого духа, а співіснувати з ним.
За деякий час родина Лі відшкодовує збитки, завдані місту пандами, а їхній храм стає туристичною принадою, що приносить хороші гроші. Мейлін захочує туристів, показуючи перетворення та завершує розповідь про свої пригоди словами, що помирилася зі своїм внутрішнім звіром, який є у всіх людей.

## Ролі озвучували
| Актор               | Роль                               |
| ------------------- | ---------------------------------- |
| Розалі Чіан         | Мейлін «Мей» Лі                    |
| Сандра О            | Мінґ Лі мати Мей                   |
| Ава Морс            | Міріам подруга Мей                 |
| Хуейн Пак           | Еббі подруга Мей                   |
| Майтреї Рамакрішнан | Прія подруга Мей                   |
| Оріон Лі            | Цзін Лі батько Мей                 |
| Вай Чин Хо          | бабуся Мей                         |
| Трістан Алерік Чен  | Тайлер однокласник Мей             |
| Едді Чендлер        | Девон таємний любовний інтерес Мей |
| Саша Ройз           | мітсер Келовський                  |
| Джордан Фішер       | Робер член групи 4*Town            |
| Фіннеас О’Коннелл   | Джессі член групи 4*Town           |
| Тофер Нго           | Аарон Те член групи 4*Town         |
| Грейсон Віллануева  | Тей Янґ член групи 4*Town          |
| Джош Левай          | Аарон Зе член групи 4*Town         |
| Джеймс Хонг         | мітсер Ґао                         |

Також: Лорі Тан Чін, Ліліан Лім, Мія Тагано, Шеррі Кола, Саша Ройз та Лілі Санфеліппо.

## Український дубляж
- Валерія Лисенко — Мейлін, панда Мейлін
- Світлана Шекера — Мінґ, панда Мінґ, юна Мінґ
- Юлія Бондарчук — Міріам
- Катерина Манузіна — Еббі
- Лейла-Султанія Кім — Прія
- Роман Солошенко — Цзін
- Людмила Суслова — Бабуся, бабуся панда
- Дмитро Зленко — Тайлер
- Ольга Радчук — Тітонька Чен
- Катерина Буцька — Лілі
- Вікторія Хмельницька — Гелен
- Олена Узлюк — Тітонька Пінґ
- Юрій Висоцький — Містер Ґао
- Роман Молодій — Робер (4*Town)
- Денис Капустін — Джессі (4*Town)
- Дмитро Буяльський — Аарон Те (4*Town)
- Ігор Іванов — Тей Янґ (4*Town)
- В'ячеслав Дудко — Аарон Зе (4*Town)
- Петро Сова — містер Кисловськи
- Дмитро Павленко — Девон
- Анастасія Герасимчук — Стейсі

Фільм дубльовано студією «Le Doyen» на замовлення компанії «Disney Character Voices International» у 2022 році
- Режисер дубляжу — Павло Скороходько
- Перекладач — Анна Пащенко
- Музичний режисер — Тетяна Піроженко

## Виробництво
8 травня 2018 року стало відомо, що Домі Ші, яка раніше написала та зняла короткометражку «Бао» для студії «Pixar» у тому ж році, пише та режисує повнометражний художній фільм для студії, що робить її другою жінкою, яка зняла фільм для «Pixar». 26 листопада 2018 року Ші підтвердила, що працює над фільмом на студії. Ші також сказала, що фільм знаходиться на ранній стадії розробки, і вона дуже рада знімати фільм у повнометражному форматі. 1 січня 2019 року Ші сказала, що планує зробити фільм розважальним та емоційним. 9 грудня 2020 був анонсований фільм Домі Ші під назвою «Turning Red».
Дія фільму розгортається в Торонто, Канада на початку 2000-х років, як зазначено в сценах у тизер-трейлері та на студентському квитку Мей на тизерному постері.
Шведський композитор Людвіг Йоранссон також готується написати саундтрек до фільму.

## Випуск
Прем'єра фільму «Turning Red» відбулася 11 березня 2022 року. 17 червня 2021 року, інсайдер «Pixar» підтвердив, що фільм матиме кінореліз, після того, як фільми «Душа» та «Лука» були випущені для цифрових релізів на Disney+ через пандемію коронавірусу.

## Оцінки й відгуки
На «Rotten Tomatoes» фільм зібрав 94 % схвальних рецензій критиків із консенсусом, що «Зворушливий, жартівливий, чудово анімований і культурно багатий фільм „Я — панда“ розширює довгий список тріумфів Pixar у сімейних фільмах». На «Metacritic» середня оцінка склала 83 зі 100, що відповідає категорії «загальне схвалення».
Як визначила Венді Айд із газети «The Guardian», «Це послання про жіночу дружбу, прийняття змін і обіймання вашої внутрішньої панди, про просування крізь напругу між матір'ю та дочкою. Тут є спорідненість із „Відважною“ від Pixar, але здебільшого Ші візуально посилається на японське аніме, зокрема на піднесені жіночі історії від Хаяо Міядзакі й Ісао Такахати з Ghibly».
Ніколас Барбер у BBC Culture писав, що «Я — панда» є частиною хвилі анімацій 2020-х, натхненних китайською культурою та міфологією, але виглядає менш напружено, ніж деякі інші недавні фільми Pixar, як-от «Думками навиворіт» і «Душа». Та в цьому він більше нагадує ранні фільмі Pixar, які радували, не докладаючи якихось вигадливих зусиль. «Незалежно від того, чи то жартує він про гормональну підліткову збудливість, сімейні зв'язки, силу дружби чи стародавніх китайських богів, життєрадісна комедія дорослішання від Ші завжди, йде, здається, прямо від серця… шкода, що фільм не встиг номінуватися на найкращий повнометражний анімаційний фільм на церемонії „Оскар“ цього року».
На думку Адама Вайта із «The Independent», Ші драматизує статеве дозрівання з глибоким співчуттям, показуючи кумедну химерність ранніх закоханостей і боязкого бунту, але ніколи не глузуючи з них. Дещо незграбним вказувався сюжет: він дуже емоційний на початку, та в останній третині стає розфокусованим. Водночас критик підкреслив, що історія створення фільму дивна та якось мірою повинна присоромити Pixar, адже знадобилося аж 25 фільмів, аби відома студія нарешті дала режисерську посаду жінці.